# Torreón de la Tercia
El torreón de la Tercia se encuentra en la localidad de Lahiguera, provincia de Jaén.

## Descripción
Se trata de un torreón desmochado de planta rectangular y fábrica de mampostería concertada en su base, siendo el alzado superior de tapial y mampuesto irregular reforzado por hiladas y pilares de ladrillo.
La portada, elevada respecto al actual nivel de la calle, se abre mediante arco de medio punto también de fábrica de ladrillo.

## Historia
Plaza fuerte durante la conquista de Arjona y Jaén, debió ser utilizada posteriormente la fortaleza como almacén y centro de recaudación por parte de la Orden de Calatrava cuando la ciudad es incorporada en el primer tercio del siglo XV al maestrazgo.